# Rondó (versforma)
A rondó (a francia rondeau szóból) a 14. században kialakult francia refrénes versforma, amelyre Illyés Gyula a köröcskéző magyar elnevezést találta ki. Általában 12-15 jambikus sor alkotja, amelyek 10-11 szótagból állnak; a vers két rímre épül. Az első sor első néhány szava (ritkábban az egész első sor) a vers közepén és a végén refrénként ismétlődik.
Két formája:
- egyszerű rondó, rímképlete:  A B a A   a b A B[2]
- kettős rondó, rímképlete:  A b b a a b A   a b b a A